# UC 25
UC 25 war ein hochseefähiges U-Boot der deutschen Kaiserlichen Marine im Ersten Weltkrieg. Es war in der Ostsee und im Mittelmeerhafen Pola stationiert.

## Einsatz und Geschichte
UC 25 wurde von der Hamburger Werft der AG Vulcan gebaut und lief dort am 10. Juni 1916 vom Stapel. Die Indienststellung erfolgte am 28. Juni.
Bis Frühjahr 1917 gehörte UC 25 zur 5. Uboothalbflottille, der späteren U-Flottille Kurland, und war in der Ostsee stationiert. Danach wurde es der im Mittelmeer operierenden U-Flottille Pola in Pola unterstellt.

### Kommandant Feldkirchner
Der April 1917 war für die deutschen U-Boote der erfolgreichste Monat. Kapitänleutnant Feldkirchner versenkte auf einer vom 21. März bis zum 15. April dauernden Unternehmung, die das Boot von deutschen Gewässern bis ins Mittelmeer führte, drei Schiffe mit 1.331 BRT. Am 15. Mai desselben Jahres versenkte das Boot hier im Zusammenhang mit dem Seegefecht in der Straße von Otranto den französischen Zerstörer Boutefeu und am 4. Juli die britische Sloop Aster. Kommandant Feldkirchner führte UC 25 insgesamt auf zehn Unternehmungen.

### Kommandant Dönitz

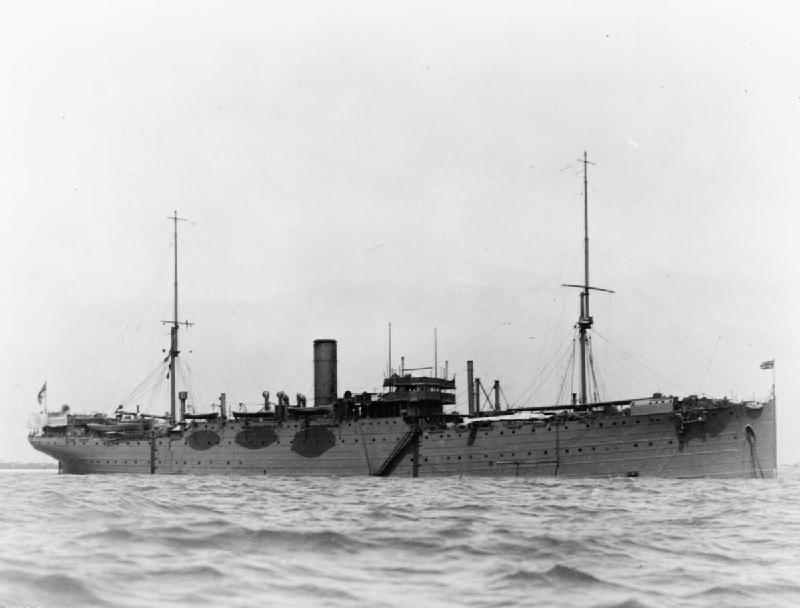
Die Cyclops, ein britisches Werkstattschiff

Am 1. März 1918 übernahm Oberleutnant zur See Karl Dönitz das Kommando auf UC 25. Knapp zwei Wochen später lief er zu seiner ersten Feindfahrt mit diesem Boot aus. Ziel dieser Unternehmung war es, ein Werkstattschiff anzugreifen, das in einem sizilianischen Hafen lag. Oberleutnant Dönitz entschloss sich, in den Hafen von Augusta einzudringen. Dort versenkte UC 25 ein Schiff, das er als die Cyclops identifiziert hatte. Laut Dönitz-Biographie von 1984 handelte es sich um einen italienischen Kohledampfer. UC 25 lief am 11. April wieder in Pola ein. Zur nächsten Unternehmung lief UC 25 am 17. Juli aus. Diese Fahrt, die letzte unter dem Kommando Dönitz’, dauerte bis zum 7. August 1918.

## Verbleib
In den letzten Tagen des Oktobers 1918 verließen die fahrbereiten U-Boote der Kaiserlichen Marine ihre Mittelmeerstützpunkte und kehrten nach Deutschland zurück. UC 25 verblieb in Pola und wurde am 28. Oktober von der Besatzung gesprengt.